# King Cobra (2016)
King Cobra ist ein US-amerikanisches biografisches Filmdrama aus dem Jahr 2016 unter Regie und nach einem Drehbuch von Justin Kelly. Der Film handelt vom Leben und den Anfangsjahren des Schwulenpornodarstellers Brent Corrigan. King Cobra feierte seine Erstveröffentlichung am 16. April 2016 auf dem Tribeca Filmfestival.

## Handlung
Der siebzehnjährige Sean Paul Lockhart kommt nach Pennsylvania und dreht unter Regie von Stephen Kocis, dem Eigentümer der Pornofilmproduktionsgesellschaft Cobra Video, ein Masturbationsvideo. Zu seiner Mutter sagt Lockhart, dass er ein Praktikum bei einer Filmproduktionsgesellschaft macht, Kocis gegenüber behauptet er, bereits 18 Jahre alt zu sein. Nachdem sein erstes Video unter dem Künstlernamen „Brent Corrigan“ veröffentlicht wurde, willigt er ein, weitere schwule Pornofilme unter der Regie von Kocis zu drehen. Kocis, bei dem Corrigan lebt, verliebt sich in ihn und die beiden haben, trotz Corrigans Widerwillen, Sex miteinander.
Der ehemalige Escort Joe Kerekes und sein Freund Harlow Cuadra betreiben eine Konkurrenzpornoseite von Cobra Videos namens Viper Boyz und sind aufgrund ihres extravaganten Lebensstils verschuldet. Die Rivalität mit Cobra Videos und die zunehmende Popularität der Videos von Corrigan machen Kerekes und Cuadra zunehmend unzufrieden.
Nachdem die Filme mit Corrigan immer beliebter werden und Corrigan erfährt, was andere Darsteller verdienen, fühlt er sich ungerecht bezahlt und spricht darauf Kocis an. Der erwidert jedoch, dass Corrigan einen Exklusivvertrag mit ihm unterschrieben habe, bietet ihm jedoch eine kleine Gehaltserhöhung an. Nachdem Corrigan erfährt, wie viel Kocis mit den Filmen verdient, kommt es zum Kampf zwischen den beiden und Corrigan kehrt zu seiner Mutter zurück. Weiterhin steht er jedoch unter Vertrag bei Kocis und kann damit keine anderen Verträge abschließen. Nachdem sich die beiden bei einem Telefonat nicht einigen können, geht Corrigan zur Polizei und meldet, dass er bei seinen ersten Videos erst 17 Jahr alt war. Kocis wird daraufhin verhaftet und wegen der Herstellung von kinderpornografischem Material verhaftet, angeklagt und verurteilt.
Kerekes und Cuadra bieten Corrigan 25.000 US-Dollar an, wenn er in einem Film von Viper Boyz auftritt. Da der Exklusivvertrag mit Kocis allerdings weiter besteht, kann Corrigan den Vertrag nicht unterzeichnen. Daraufhin bewirbt sich Cuadra bei Kocis und tötet Kocis beim ersten Dreh in dessen Haus während des Vorspiels. Er und Kerekes stehlen die Wertsachen aus dem Haus und brennen das Haus nieder, um den Mord wie eine Brandstiftung aussehen zu lassen.
Schnell wird klar, dass Kocis nicht in den Flammen umkam, und es wird eine Mordermittlung eingeleitet. Corrigan äußert gegenüber der Polizei den Verdacht, dass Kerekes und Cuadra hinter dem Mord an Kocis stecken. In seiner Wohnung gesteht Cuadra den Mord gegenüber Corrigan, der mit einer Wanze ausgestattet ist. Auf der Polizeistation versöhnt sich Corrigan mit seiner Mutter und in den letzten Szene wird Corrigan als Regisseur und Schauspieler am Set seines eigenen Studios gezeigt.

## Hintergrund
King Cobra ist eine Produktion von Rabbit Bandini Productions, Yale Productions und SSS Entertainment. Gedreht wurde in Kingston und New York im Oktober 2015.
Seine Erstveröffentlichung feierte der Film am 16. April 2016 auf dem Tribeca Filmfestival. Der US-Kinostart war am 21. Oktober 2016. In Deutschland wird King Cobra als Original mit Untertitel von Edition Salzgeber vertrieben. Deutscher Kinostart war am 12. Januar 2017, wenige Tage später wurde der Film auch auf DVD veröffentlicht.
Corrigan wurde eine Nebenrolle im Film angeboten, dieses Angebot schlug er jedoch aus und kritisierte den Film später dafür, dass er ein falsches Bild von ihm und seiner Zeit als Pornodarsteller zeichne.

## Rezeption
Auf Rotten Tomatoes vergaben nur 32 Prozent der über 1500 Zuschauer und lediglich 59 Prozent der 35 Kritiker mehr als 3,5 Sterne, damit wird der Film als rotten eingeordnet, in der Internet Movie Database bewerteten knapp 8.000 Zuschauer den Film im Durchschnitt mit 5,6 von 10 Sternen. Auf Metacritic erreicht der Film 48 von 100 möglichen Punkten, basierend auf 16 Kritiken.
Andreas Köhnemann schrieb bei Kinozeit: „In einer Mischung aus Satire, Erotikfilm, Neo noir und Melodram widmet sich Kelly dieser Handlung und unterlegt seine Bilder mal mit eingängigem Synthie-Pop, mal mit klassischen Tönen. Zu den Stärken von King Cobra gehört, dass Drehbuch, Regie und Cast sämtliche Figuren bei aller Überzeichnung und Bizarrerie des Milieus ernst nehmen. Gewiss gibt es in einzelnen Szenen auch Gags auf deren Kosten; dennoch kommt es nie zum Verrat an ihnen.“
„King Cobra ist ein kleiner Film noir, in dem Justin Kelly auch beeindruckend mit den Schattierungen des Stils spielt. Manchmal ist der Film so schmutzig, direkt und aufreizend wie ein Porno. Dann wieder übertreibt und verzerrt er wie eine böse Satire. Schließlich gibt es Momente voller Sentimentalität und schräger Poesie“ stellte Hans Schifferle in seiner Kritik für EPD Film fest.
TV Today vergab einen von drei möglichen Punkten und schrieb: „Überraschend namhaft besetzt aber zu kalkuliert und ober[f]lächlich inszeniert.“

## Auszeichnungen (Auswahl)
California Independent Film Festival 2016
- Preisträger in der Kategorie Beste Regie für Justin Kelly